# Slovensko dobrodelno društvo
Slovensko dobrodelno društvo (SDD) je neprofitno in nepolitično društvo, ki so ga ustanovili v Trstu leta 1948 kot prostovoljno združenje in teži k uresničevanju družbene solidarnosti. Društvo nima dobičkonosnih namenov in ni vezano na politične, strankarske, verske ali rasne opredelitve. SDD deluje na področju družbene pomoči in karitativnosti, kulturnih ter vzgojnih posegov največ v korist pripadnikov slovenske narodne skupnosti v celotni deželi Furlaniji - Julijski krajini, a po potrebi tudi drugih ljudi v stiski.

## Nastanek društva
Pripravljalni sestanek za dobrodelno društvo so imeli v Trstu, ki je bilo leta 1948 pod upravo anglo-ameriških zavezniških sil v Svobodnem tržaškem ozemlju. Tedaj so se Slovenci v Trstu zavedali, da bodo morali sami poskrbeti zase in da morajo po dvajsetletnem fašističnem zatiranju na novo organizirati slovenske kulturne, politične, gospodarske in socialne ustanove. Tako so se zbrali nekateri slovenski trgovci, podjetniki, šolniki in ravnatelji ter študentje (ki so bili že povezani v takratni Slovenski demokratski zvezi). Uradno so svojo zamisel o socialnem društvu udejanili 14. aprila 1948, saj so sklicali ustanovni občni zbor, na katerem je bil za predsednika SDD izvoljen Slavko Tuta, tajnik je bil Joško Gerdol, Ignacij Marc je postal blagajnik (to funkcijo je opravljal do svoje smrti leta 1978), Julka Kapelj Vesel je bila podpredsednica, člani odbora pa so bili Marija Pauzin, Zora Sandalj Polojac, Anton Muha in Adalbert Štubelj. Kmalu so društvu pridobili tudi uradni naziv društva dobrodelne pravne narave. Žal pa je društvo zaradi tedanjih političnih okoliščin lahko dajalo moralno in ekonomsko podporo le Slovencem bivajočim v Trstu in okolici (izven območja društvenega delovanja so ostale Goriška, Beneška Slovenija in Kanalska dolina, saj so že bili priključeni Republiki Italiji).
V začetku svojega delovanja je imelo društvo samo lastna sredstva, kot so članarina, pripevki raznih odbornikov in dobrotnikov, ki so pomagali tudi v blagu, oblačilih in živežu, razen seveda denarja. Da bi imeli razne vire dohodkov, so si zamislili razne kulturne in zabavne prireditve, katerih izkupiček so namenili svojim dobrodelnim pobudam. Med leti 1951 in 1969 so na primer vsako leto organizirali v različnih dvoranah v Trstu Slovanski ples (in tako oživili tradicijo iz čitalniških časov pred prvo svetovno vojno).
Cilji društva so bili, da bi pomagali revnim osebam, brezposelnim, sirotam in invalidom (če ne bi dobivali katerikoli podpore javnih ustanov), slovenskim potrebnim dijakom in študentom, za te bi tudi organizirali poletne kolonije, izlete in študentovska potovanja. Vse to je SDD tudi opravljalo s pomočjo požrtvovalnih prostovoljcev.
V sedemdesetih letih (potem, ko je z Osimskimi sporazumi Trst dokončno prešel pod upravo Italije) so nekoliko spremenili društvena pravila in jih prilagodili novi zakonodaji. Tako je SDD razširilo področje svojega delovanja na celotno deželo Furlanijo - Julijsko krajino.

## Delovanje društva danes
Slovensko dobrodelno društvo - SDD deluje še danes z istimi nameni in isto vnemo, kot takrat, ko so ga ustanovili. Svojo pomoč in pozornost posveča predvsem:
- šolskim otrokom (s pomočjo slovenskih šolskih ravnateljstev pomaga potrebnim družinam šoloobveznih otrok pri kritju manjših stroškov, kot so zimovanje ali zeleni teden, gledališke predstave, naročnine na otroški reviji Pastirček in Galeb, zavarovanja, šolski izleti ipd.);
- višješolcem (za finančne težave pri šolskih izletih, izmenjavah, nakupih knjig, računalnikov ipd.);
- univerzitetnim študentom (razpisa Mihael Flajban[3] in Irena Srebotnjak, štipendije inž. Aljoša Vesel[4] in inž. Marko Stavar[5]).

V skladu z razpoložljivimi sredstvi pomaga tudi družinam v stiski, v posameznih primerih stiske (izguba službe, bolezen, otroci s posebnimi potrebami, …). Ob hudih nesrečah sodeluje pri večjih solidarnostnih pobudah.

## Predsedniki Slovenskega dobrodelnega društva
Za nemoteno delovanje in uspešnost društva so bili poleg odbornikov, prostovoljcev, donatorjev in prijateljev društva zelo pomembni predsedniki, saj ta funkcija zahteva mnogo odgovornosti in požrtvovalnosti.
- Slavko Tuta (od 1948 do 1949)
- Stanislav Flego (od 1949 do 1950)
- Rudolf Marc (od 1950 do 1977)
- Stanislav Pavlica (od 1978 do 1987)
- Ivan Artač (od 1987 do 1999)
- Aljoša Vesel (od 1999 do 2015)
- Ivo Jevnikar (od 2015 ...)

Od leta 2021 je Upravni odbor SDD tako sestavljen: predsednik Ivo Jevnikar, podpredsednica Vera Čok, tajnica Silva Gasperi, blagajničarka Jole Zudetič, članice so Veronika Gerdol, Matejka Gruden, Mateja Počkaj, Sara Superina in Eva Vesel.